# Bahnstrecke Dolní Lipka–Štíty
| Kursbuchstrecke (SŽ): | 024                  |                                      |                                      |
| Streckenlänge: | 16,418 km            |                                      |                                      |
| Spurweite: | 1435 mm (Normalspur) |                                      |                                      |
| Streckenklasse: | C4                   |                                      |                                      |
| Streckengeschwindigkeit: | 50 km/h              |                                      |                                      |
| |                      |                                      |                                      |
| \| \| \| von Lichkov (vorm. MGB) \| \| \| \| 0,000 \| Dolní Lipka früher Grulich \| Dolní Lipka früher Grulich \| \| \| \| nach Šternberk (vorm. MGB) \| \| \| \| 2,082 \| Králíky zastávka \| Králíky zastávka \| \| \| 3,080 \| Králíky früher Grulich Stadt \| Králíky früher Grulich Stadt \| \| \| 4,943 \| Dolní Orlice früher Niedererlitz \| Dolní Orlice früher Niedererlitz \| \| \| 7,279 \| Červená Voda Mährisch Rothwasser \| Červená Voda Mährisch Rothwasser \| \| \| 9,844 \| Moravský Karlov früher Karlsdorf \| Moravský Karlov früher Karlsdorf \| \| \| 10,935 \| Bílá Voda früher Mährisch Weißwasser \| Bílá Voda früher Mährisch Weißwasser \| \| \| 12,483 \| Mlýnický Dvůr früher Hoflenz \| Mlýnický Dvůr früher Hoflenz \| \| \| 14,109 \| Heroltice früher Herautz \| Heroltice früher Herautz \| \| \| 16,418 \| Štíty früher Mährisch Schildberg \| Štíty früher Mährisch Schildberg \| |                      |                                      |                                      |
| Strecke |                      | von Lichkov (vorm. MGB)              | von Lichkov (vorm. MGB)              |
| Bahnhof | 0,000                | Dolní Lipka früher Grulich           | Dolní Lipka früher Grulich           |
| Abzweig geradeaus und nach links |                      | nach Šternberk (vorm. MGB)           | nach Šternberk (vorm. MGB)           |
| Haltepunkt / Haltestelle | 2,082                | Králíky zastávka                     | Králíky zastávka                     |
| Bahnhof | 3,080                | Králíky früher Grulich Stadt         | Králíky früher Grulich Stadt         |
| Haltepunkt / Haltestelle | 4,943                | Dolní Orlice früher Niedererlitz     | Dolní Orlice früher Niedererlitz     |
| Bahnhof | 7,279                | Červená Voda Mährisch Rothwasser     | Červená Voda Mährisch Rothwasser     |
| Haltepunkt / Haltestelle | 9,844                | Moravský Karlov früher Karlsdorf     | Moravský Karlov früher Karlsdorf     |
| Haltepunkt / Haltestelle | 10,935               | Bílá Voda früher Mährisch Weißwasser | Bílá Voda früher Mährisch Weißwasser |
| Haltepunkt / Haltestelle | 12,483               | Mlýnický Dvůr früher Hoflenz         | Mlýnický Dvůr früher Hoflenz         |
| Haltepunkt / Haltestelle | 14,109               | Heroltice früher Herautz             | Heroltice früher Herautz             |
| Kopfbahnhof Streckenende | 16,418               | Štíty früher Mährisch Schildberg     | Štíty früher Mährisch Schildberg     |

Die Bahnstrecke Dolní Lipka–Štíty ist eine regionale Eisenbahnverbindung in Tschechien, die ursprünglich durch den österreichischen Staat als Lokalbahn Mährisch Schildberg–Grulich erbaut und betrieben wurde. Sie zweigt in Dolní Lipka (Nieder Lipka) von der Bahnstrecke Šternberk–Lichkov ab und führt im Tal der Březná über Králíky (Grulich) nach Štíty (Mährisch Schildberg).
Nach einem Erlass der tschechischen Regierung ist die Strecke seit dem 20. Dezember 1995 als regionale Bahn („regionální dráha“) klassifiziert.

## Geschichte
Eröffnet wurde die Strecke am 30. Dezember 1899. Den Betrieb führten die k.k. Staatsbahnen (kkStB).
Im Jahr 1912 wies der Fahrplan der Lokalbahn insgesamt fünf gemischte Zugpaare aus. Sie benötigten für die 19 Kilometer lange Gesamtstrecke zwischen 57 Minuten und einer Stunde 17 Minuten. Weitere Züge verkehrten nur zwischen Grulich und Grulich Stadt.

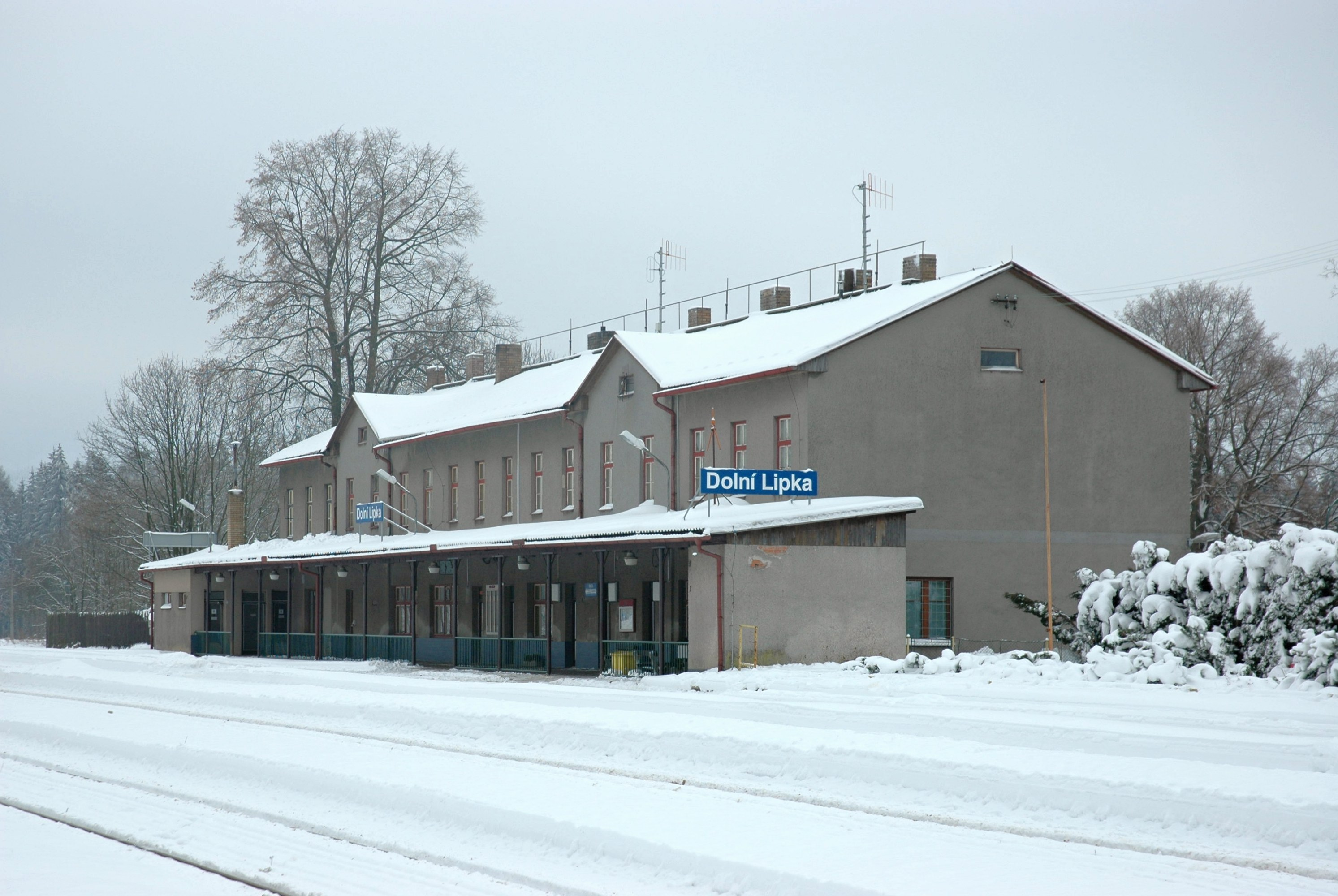
Bahnhof Dolní Lipka (2010)

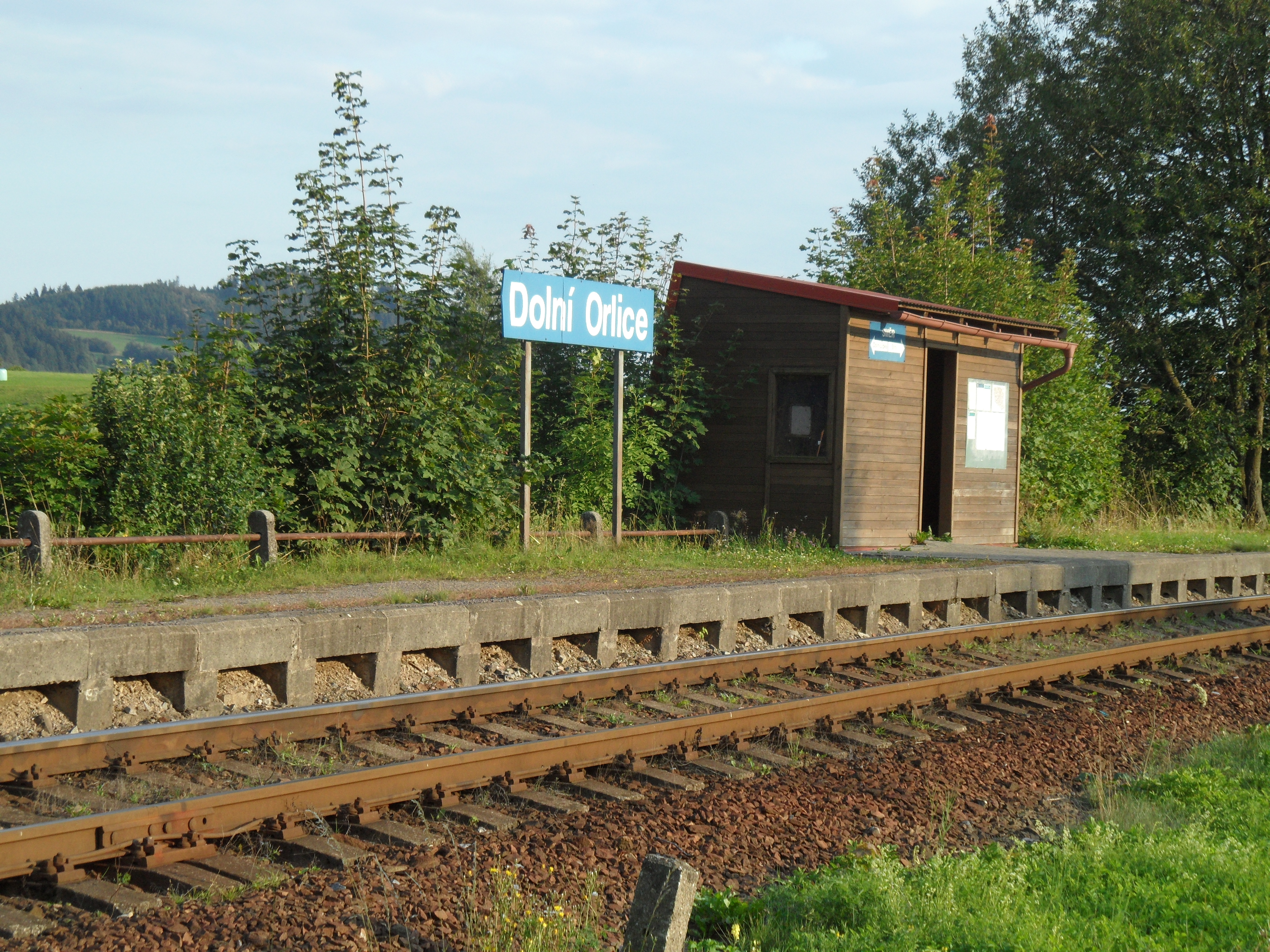
Haltestelle Dolní Orlice (2014)

Nach dem für Österreich-Ungarn verlorenen Ersten Weltkrieg gelangte die Strecke ins Eigentum der neu begründeten Tschechoslowakischen Staatsbahnen (ČSD). Ende der 1920er Jahre kam es zu einer signifikanten Verdichtung des Fahrplanes. Der Einsatz moderner Motorzüge führte zu einer Verkürzung der Fahrzeiten auf etwa 40 Minuten. Der Winterfahrplan von 1937/38 verzeichnete insgesamt sechs Zugpaare über die Gesamtstrecke, vier weitere bedienten Teilstrecken.
Nach der Angliederung des Sudetenlandes an Deutschland im Herbst 1938 kam die Strecke zur Deutschen Reichsbahn, Reichsbahndirektion Breslau. Im Reichskursbuch war die Verbindung als Kursbuchstrecke 154 m Nieder Lipka–Mährisch Schildberg enthalten. Nach dem Ende des Zweiten Weltkriegs kam die Strecke wieder vollständig zu den ČSD.
Am 1. Januar 1993 ging die Strecke im Zuge der Auflösung der Tschechoslowakei an die neu gegründeten České dráhy (ČD) über. Seit 2003 gehört sie zum Netz des staatlichen Infrastrukturbetreibers Správa železniční dopravní cesty (SŽDC).
Anfang des Jahres 2011 plante die Gesellschaft OREDO im Auftrag des zuständigen Aufgabenträgers Pardubický kraj die Abbestellung des Reiseverkehrs zwischen Lichkov und Štíty und den Ersatz durch eine Buslinie. Eventuell sollten werktags auch weiterhin Züge zwischen Lichkov und Moravský Karlov verkehren. Bei einer Realisierung dieses Planes wäre Králíky eine der größten tschechischen Städte ohne Bahnanbindung gewesen. Gegen dieses Vorhaben protestierte die örtliche Bevölkerung mit einer Petition, die über 2000 Bürger unterschrieben.
Nach weiteren Verhandlungen mit den Anliegergemeinden änderte der Pardubický kraj im Mai 2011 seine Pläne. Zwischen Lichkov und Moravský Karlov sollte nun das bisherige tägliche Verkehrsangebot erhalten bleiben, während an der Einstellung des Verkehrs im Abschnitt Moravský Karlov–Štíty festgehalten wurde. Zum Fahrplanwechsel am 11. Dezember 2011 bestellte OREDO schließlich die Verkehrsleistungen im Abschnitt Moravský Karlov–Bezirksgrenze zum Olomoucký kraj ab. Als Reaktion darauf bestellte auch der Olomoucký kraj keine Verkehrsleistungen auf der restlichen Strecke bis Štíty mehr. Am Abend des 11. Dezember 2011 verließ der letzte planmäßige Reisezug den Bahnhof Štíty.
Im Jahresfahrplan 2012 wurde der Streckenabschnitt Dolní Lipka–Moravský Karlov von insgesamt acht täglichen Personenzugpaaren bedient, die sämtlich von und nach Lichkov bzw. Letohrad durchgebunden wurden. Ein weiteres verkehrte werktags von und nach Králíky. Ab dem Fahrplanwechsel im Dezember 2013 verkehrten an den Wochenenden wieder drei Personenzugpaare bis Mlýnický Dvůr. Bis 9. Juni 2018 verkehrten sowohl am Wochenende als auch werktags einige wenige Züge bis zum Endpunkt der Strecke in Štíty, so dass wieder die gesamte Strecke befahren wurde, seit dem 10. Juni 2018 wird nur noch der Streckenabschnitt bis Mlýnický Dvůr bedient.
Mit dem Fahrplanwechsel im Dezember 2024 soll der planmäßige Reisezugverkehr bis Moravský Karlov zurückgezogen werden. Hintergrund ist die Einführung der Fernverkehrslinie R23 von Prag über Lichkov nach Gdynia in Polen. Aufgrund der notwendigen fahrplanmäßigen Kreuzung mit diesen Zügen in Jablonné nad Orlicí kommt es zu einer Fahrtzeitverlängerung in beiden Richtungen, sodass die Wendezeit in Mlýnický Dvůr nicht mehr ausreicht.
Die Elektrifizierung der Teilstrecke Dolní Lipka–Králíky ist im Rahmen der Dekarbonisierung des Eisenbahnbetriebs bis 2032 vorgesehen. Eine entsprechende Ausschreibung gewann die Firma Sudop Brno, die mit 31 Millionen Kronen das günstigste Angebot zur Elektrifizierung der Relation Lichkov–Moravský Karlov abgegeben hatte. Es handelt sich dabei um eine sogenannte „einfache Elektrifizierung“ ohne umfassende Erneuerung von Gleisen und Anlagen.